# Beni Ahamed Garbía
Beni Ahamed Garbía (en árabe: بني أحمد الغربية‎, en francés: Bni Ahmed Gharbia) es un municipio marroquí en la región de Tánger-Tetuán-Alhucemas. Desde 1912 hasta 1956 perteneció a la zona norte del Protectorado español de Marruecos. Antes perteneció al imperio cherifiano. Mucho antes al imperio almorávide y almohade, los cuales conquistaron al-Ándalus.